# The Hat Won’t Fit
A The Hat Won't Fit című stúdióalbum az amerikai-német származású énekes Sydney Youngblood 4. stúdióalbuma, mely slágerlistás helyezést nem ért el, és csupán egy dalt másoltak ki kislemezre a So Good So Right (All I Can Do) címűt. A dal a 91. helyezést érte el a német kislemezlistán.

## Megjelenések
CD  RCA – 74321 21046 2
1. So Good So Right (All I Can Do)	3:56
2. Reach Out (For The Best Of Worlds)	3:45
3. I'll Never Love Again	3:48
4. I Heard It Through The Grapevine (Acoustic Version) 2:11 Written-By – Barrett Strong, Norman Whitfield
5. Your # One	4:09
6. I Surrender	3:48
7. Sing & Shout	3:39
8. I've Got To Break Free	3:30
9. No Brothershit (Theme From "Take Five") 4:16  Music By – P. Desmond
10. Got To Give Up (Keep On Dancing) 4:02 Music By, Lyrics By – Marvin Gaye
11. Dreamer (Re-Recorded)	3:44